# Lenkwaffensystem RSC/D
Das Lenkwaffensystem RSC/D der Firma Oerlikon Contraves wurde 1958 gebaut und in Italien erprobt.

## Geschichte und Entwicklung
Auf der Basis der Lenkwaffe RSA wurde das leitstrahlgesteuerte Lenkwaffensystem RSC/D entwickelt.
Es kam zu keinem nennenswerten Auftrag, einzig zur Abgabe einer Schulungsbatterie an Japan. Das System besteht aus Doppelstartlafette, Leitstrahlsender, Suchradar, Kommandostation und Dieselaggregat. Alle fünf Komponenten sind jeweils auf einem einachsigen Anhänger aufgebaut, abgesehen vom Dieselaggregat, das auf einem zweiachsigen Anhänger aufgebaut war. Die zwei hydraulisch elevierbaren Joche am Werfe-/Startwagen ermöglichten ein selbständiges Bestücken mit Raketen, somit war kein zusätzliches Kran-/Ladefahrzeug nötig.
Das System RSC/D bildete die Grundlage des ab 1960 unter dem Decknamen Kriens entwickelten Systems RSE, welches 1966 vom EMD beendet wurde. Die Luftwaffe verwendete stattdessen das britische Bloodhound-System. Eine Doppelstartlafette des RSC/D mit zwei Raketen und ein Leitstrahlsender stehen heute im Schweizerischen Militärmuseum Full. Eine Doppelstartlafette mit zwei Raketen des Systems RSD Kriens steht heute im Flieger-Flab-Museum in Dübendorf.
- Verwendung:      Boden-Luft-Abwehrsystem
- Hersteller:      Oerlikon Contraves
- Bedienung:       9 (1 Operator, 8 Lademannschaft)
- Gewicht:         Doppelstartlafette 4700 kg, Rakete Startgewicht 400 kg, Gefechtskopf Rakete 40 kg, Leitstrahlsender 5500 kg
- Treibstoff:      Nitrid-acid-Kerosen-Mischung
- Reichweite:      30 km (Flughöhe Rakete 9 km)
- Geschwindigkeit: 800 m/s (Mach 2,4)

## Bilder

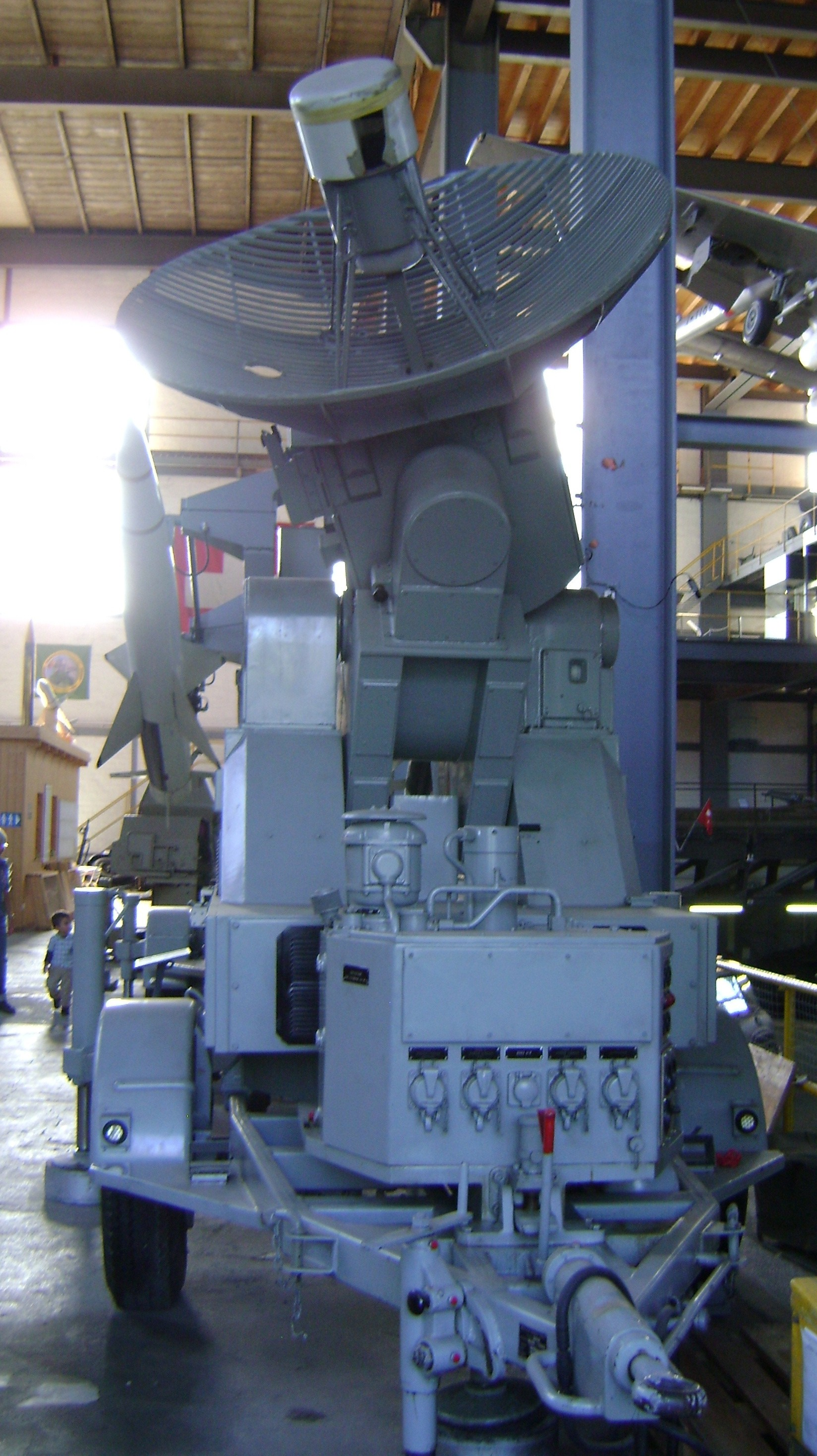
Leitstrahlsender
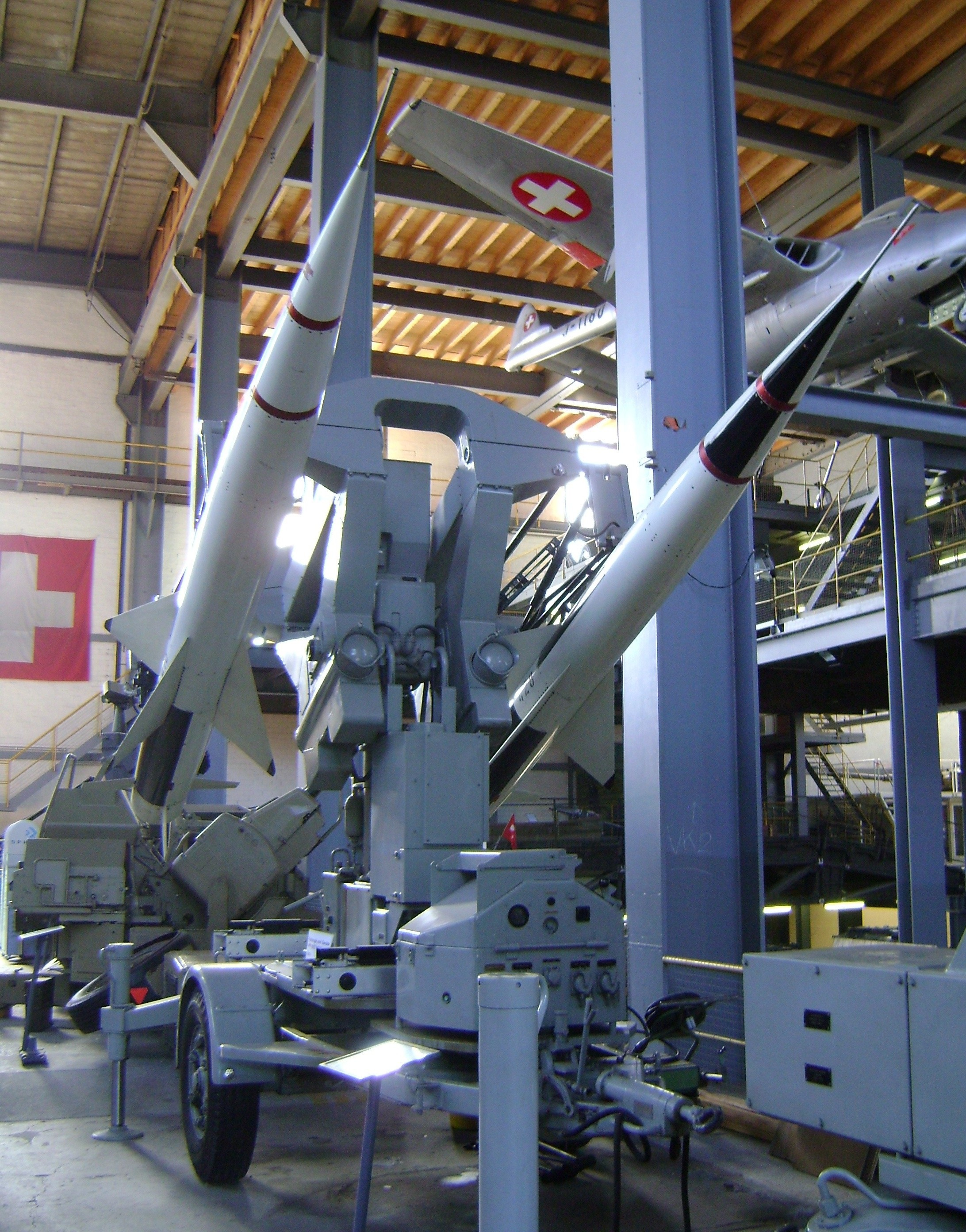
Lenkwaffen auf Doppelstartlafette
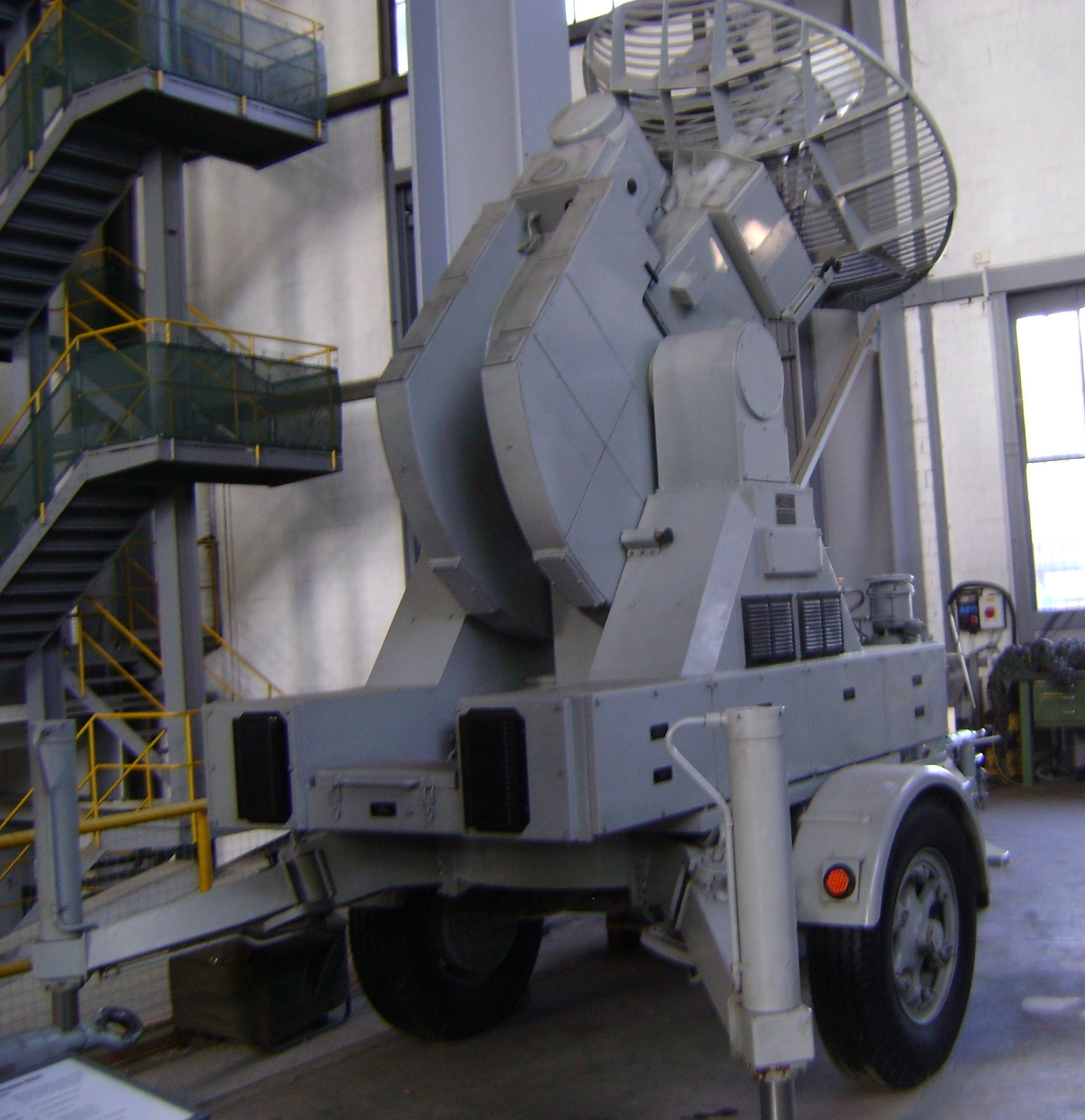
Leitstrahlsender
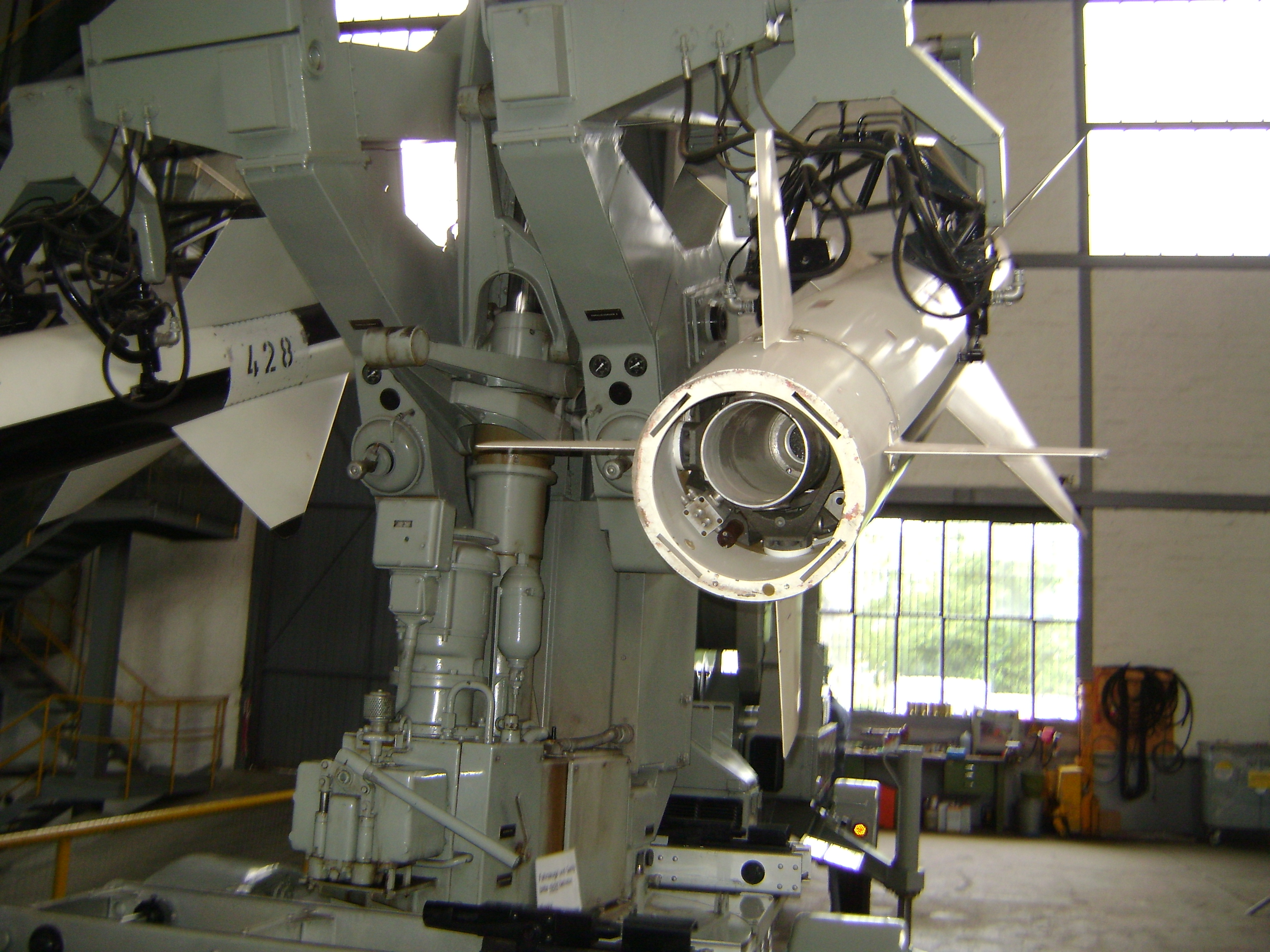
RSC/D-Starter
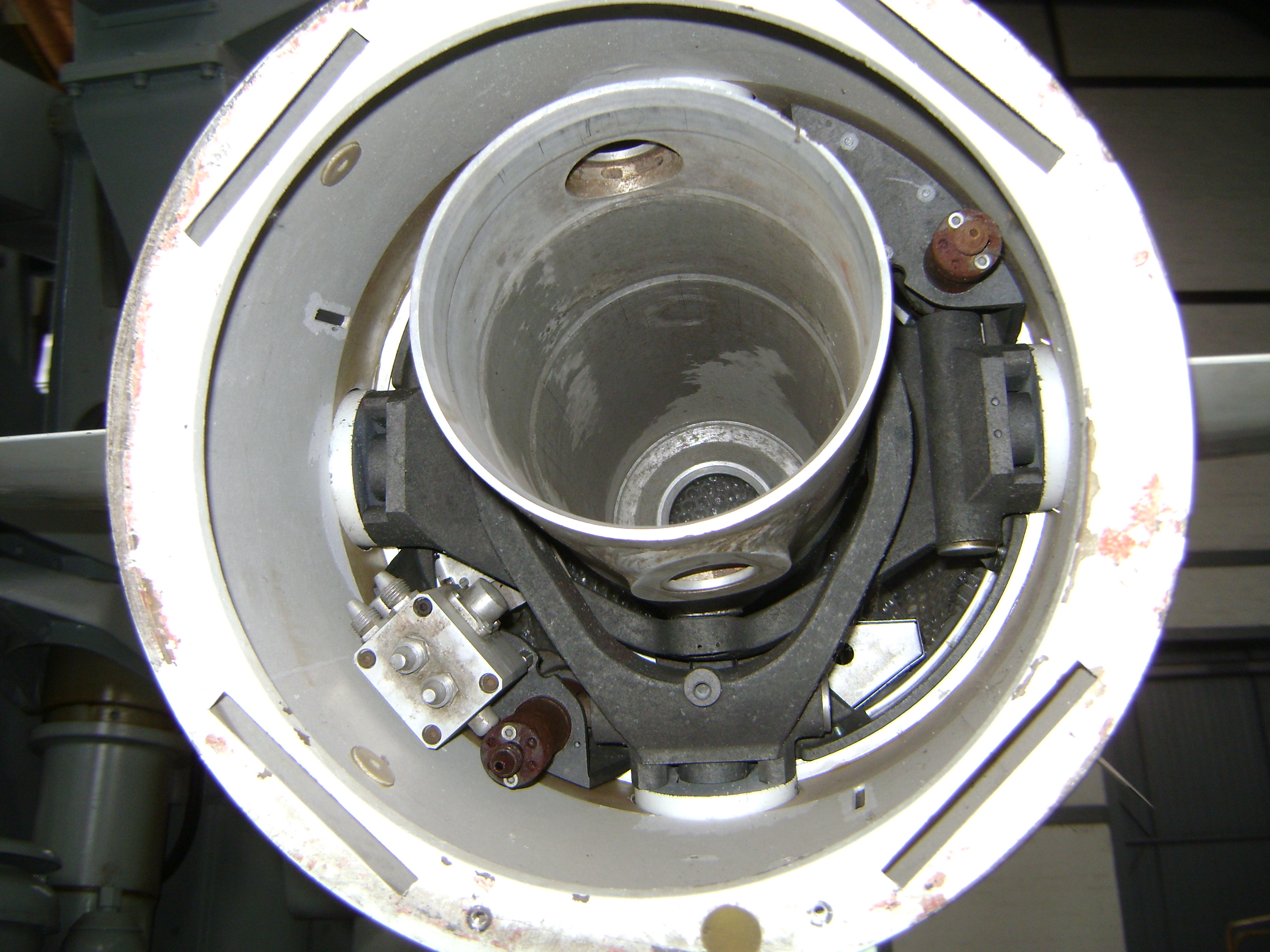
Triebwerk